# Górówka gorge
Górówka gorge (Erebia gorge) – motyl dzienny z rodziny rusałkowatych.

## Wygląd
Rozpiętość skrzydeł od 34 do 38 mm, dymorfizm płciowy niewielki.

## Siedlisko
Gatunek alpejski, żyje na skalistych zboczach z ubogą roślinnością.

## Biologia i rozwój
Wykształca jedno pokolenie w roku (lipiec-sierpień). Rośliny żywicielskie:  kostrzewy, sesleria skalna. Jaja składane są pojedynczo na trawach. Larwy rozwijają się przez dwa lata. Stadium poczwarki trwa ok. 3-4 tygodnie.

## Rozmieszczenie geograficzne
Gatunek europejski, występuje lokalnie w górach w środkowej części kontynentu. W Polsce nieliczny, obserwowany wyłącznie w Tatrach Zachodnich.